# Château de Châteauneuf-du-Pape
Pour les articles homonymes, voir Château de Châteauneuf.
Le château de Châteauneuf-du-Pape est un château de France situé dans le Vaucluse, dominant le village et son vignoble depuis près de 800 ans. Son lien avec la Papauté d'Avignon a fortement marqué Châteauneuf-du-Pape et la viticulture de la région.

## Histoire

### Vieux château et château neuf

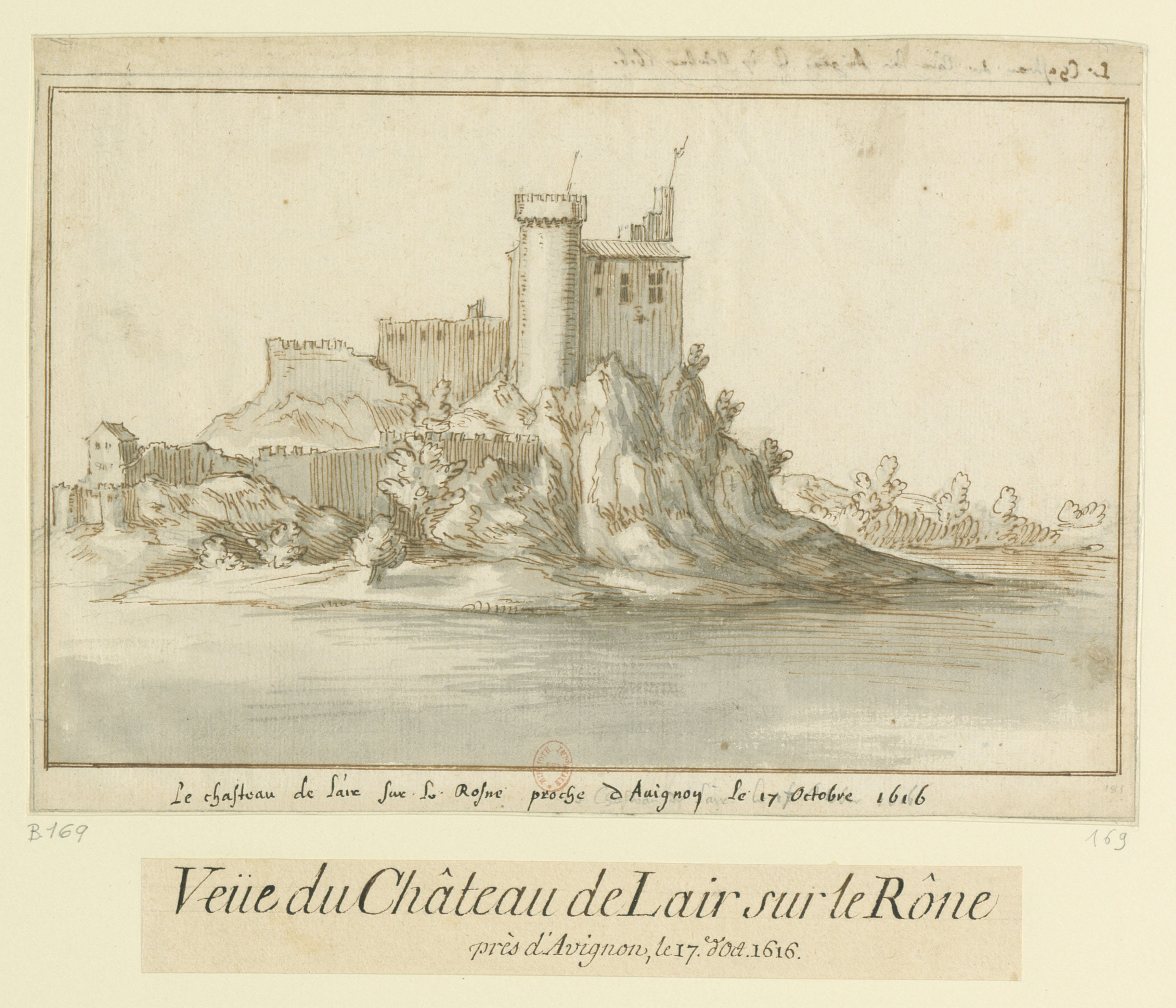
Château de l'Hers

Il a dû exister un castrum romain détruit probablement lors des grandes invasions. Celui-ci apparaît sous le nom de castellum de Leri dans une charte de 913. Elle est signée de Louis l'Aveugle qui cède ce lieu à Foulques, évêque d'Avignon. En 1077, son successeur Rostaing, inféoda ce fief à Pierre d'Albaron qui fit construire un donjon. Tout au cours du Moyen Âge, le vieux château fut un poste de surveillance et de péage sur le Rhône qui passa à différentes familles alliées des Albaron.
Devenu château de l'Hers, après son agrandissement au XIIe siècle, il fut rénové une première fois au cours du XIIIe siècle. Certains historiographes y ont installé des Templiers à la fin du XIIe siècle,. Cette légende a été battue en brèche par les historiens du XXe siècle. 
La première mention d'un Castro Novo (nouveau village fortifié), qui donna le nom de Châteauneuf, n'apparaît qu'en 1094. Ce castrum, situé sur la colline, fut remplacé par une nouvelle construction du comte de Toulouse, suzerain du comté de Provence. Cet édifice de 1146 est identifié dans un acte de 1283 comme la vieille tour. C'est ce tènement qui échut à Godefredus Lauger, évêque d'Avignon, et à ses successeurs par une charte datée de 1157 dans laquelle l'empereur Frédéric Barberousse indiquait la présence de vignes.

### Époque pontificale

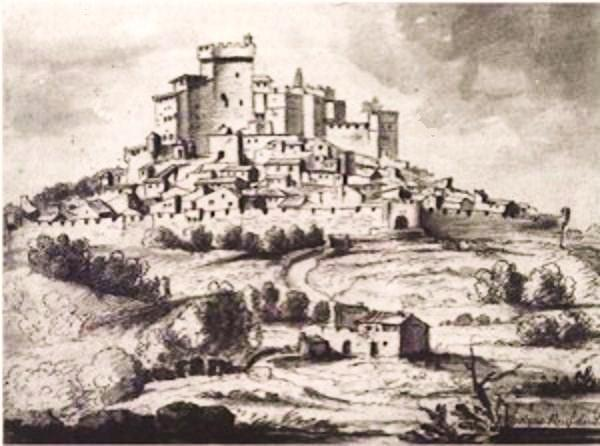
Château des papes, gravure du début du XVIe siècle.

Châteauneuf, tout comme Bédarrides ou Gigognan, au moment de l'installation de la papauté à Avignon avait un statut spécial dans le Comtat Venaissin. Ses haute et basse justices ne relevaient pas du Recteur du Comtat mais de l'évêque d'Avignon. Ces trois paroisses étaient dites In Comitatu et non de Comitatu. 
Clément V y passa le 5 avril 1314 avant de traverser le Rhône pour rejoindre Roquemaure où il devait décéder quinze jours plus tard. 
Jacques d'Euze, ancien évêque d'Avignon, fut élu pape en 1316 et prit le nom de Jean XXII. Châteauneuf relevant directement de lui, à peine installé comme pape depuis un trimestre, il fit entreprendre des travaux à l'Hers. Les comptes de la Réverende Chambre Apostolique nous apprennent qu'il consacra 3 000 florins à la restauration du vieux château du XIIe siècle,.
Puis, dès 1317, il décida de construire un château neuf dominant le village. Il fut achevé en 1333. De par sa taille et sa position, il avait essentiellement une fonction défensive. Dans le même temps, en 1318, il avait fait ceindre la cité de remparts. 
Les successeurs de Jean XXII séjournèrent peu à Châteauneuf,. Sauf quand la peste menaçait Avignon et que la cour pontificale s'y installait. Ce fut le cas en 1383. Seul Clément VII, de 1385 à 1387, fit entreprendre des travaux d'entretien au château délaissé par ses prédécesseurs. Il fit aussi replanter le vignoble. Ce fut le pape qui y résida le plus. Son successeur, Benoît XIII, s'y installa au cours de l'année 1396 après avoir fait faire quelques restaurations. 
Ce qui réduit encore plus à l'état de conte, l'histoire narrée par Alphonse Daudet sur un pape qu'on appelait Boniface.

« La seule Jeanneton qu'on lui ait jamais connue, à ce bon père, c'était sa vigne, une petite vigne qu’il avait plantée lui-même, à trois lieues d’Avignon, dans les myrtes de Château-Neuf. Tous les dimanches, en sortant de vêpres, le digne homme allait lui faire sa cour ; et quand il était là-haut, assis au bon soleil, sa mule près de lui, ses cardinaux tout autour étendus aux pieds des souches, alors il faisait déboucher un flacon de vin du cru, ce beau vin, couleur de rubis qui s'est appelé depuis le Château-Neuf des Papes. »

### Après le retour des papes à Rome

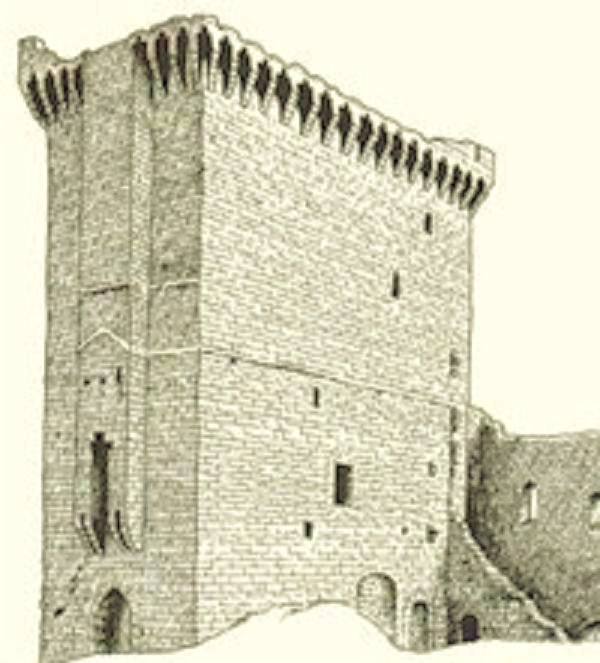
Donjon de Châteauneuf avant sa destruction en 1944

Après la fin du grand schisme d'Occident et l'absence de pape à Avignon, la volonté et les ressources pour entretenir le château firent défaut. Les évêques ou archevêques d'Avignon, auquel il appartenait, s'en désintéressèrent et il fut laissé à l'abandon. 
Il reprit pourtant une importance stratégique au cours des guerres de religion. En 1562, Jean-Perrin Parpaille, dont la famille était originaire de Châteauneuf, tenta de prendre le château mais il fut repoussé par les troupes du cardinal Alexandre Ier Farnèse, administrateur apostolique d'Avignon, et dut laisser ses munitions. Ce qui fit dire à l'historiographe Louis de Pérussis, dans son ouvrage Discours de guerre de la Comté de Venayscin et de la Provence (1563-1564) : « Ledit Parpaille y brûla sa barbe et y laissa quelques-uns des siens morts et honteusement se retira à Orange ».
Abandonné par ses habitants après le massacre de Mornas, les huguenots menés par Charles Dupuy de Montbrun, lieutenant du Baron des Adrets, s'emparèrent en juillet 1562 du village et du château. Ils y restèrent jusqu'en février 1563 pour piller toute la région,. Abandonnée par les calvinistes après la bataille de Valréas, la cité fut reprise par le baron des Adrets qui incendia une partie du château en mars 1563. Ses troupes pillèrent le grenier à sel et brûlèrent l'église. Après leur passage, il ne resta plus que le donjon et un grand pan de mur. 
La paix revenue, en 1578, ce qui restait du château fut restauré. En 1580, Grégoire XIII accorda à Jean-Baptiste d'Alphonse et à ses descendants mâles le titre de capitaine perpétuel du château. Cette nomination fut cassée par Grégoire XV, en 1623 puis rétablie en 1633, pour Pierre d'Alphonse, par Mario Philonardi, vice-légat d'Avignon. Le titre fut ensuite récupéré par Charles de Suarez, provicaire général de l'archevêché, qui prit possession du château. 
Entre-temps, en 1584, Georges d'Armagnac, archevêque d'Avignon, prit une ordonnance pour cette « commune de Châteauneuf-Calcernier, dite du Pape », pour protéger les vignes. Au siècle suivant, son successeur Hyacinthe Libelli, fit réaménager et embellir le château au cours de l'année 1681 pour s'y installer. 
En 1728, François-Maurice Gontier, nouvel archevêque d'Avignon, loua le bâtiment pour 400 livres par an à un noble irlandais, John, baron de Powers et l'enclos des papes lui fut arrenté. La récolte venue, le baron décida d'expédier ses vins par le port de Roquemaure. Ce qui lui valut un refus circonstancié, les consuls lui ayant signifié que « Les vins de Châteauneuf sont très inférieurs à ceux de Roquemaure à cause de leur goût de terroir ». L'explication réside dans la présence de vignes produisant du vin muscat sur ce terroir. C'était aussi le cas du marquis de Tulle, en 1731, dans son vignoble du château la Nerthe. 
Après la révolution française, Avignon et le Comtat Venaissin ayant rejoint la république en 1793, les vignerons purent vendre leur production un tiers de plus que le prix maximum départemental car le « vin de Châteauneuf est reconnu d'une qualité supérieure dans toutes les saisons ». En 1798, le château et son domaine furent vendus aux enchères, à J.B. Establet, qui agissait avec l'aval de 30 de ses concitoyens. Un an après, le nouveau propriétaire le revendit en parts égales à ses commanditaires. Tout un chacun se mit alors à démonter les murs du château, soit pour vendre les pierres, soit pour s'en servir à leur propre compte,

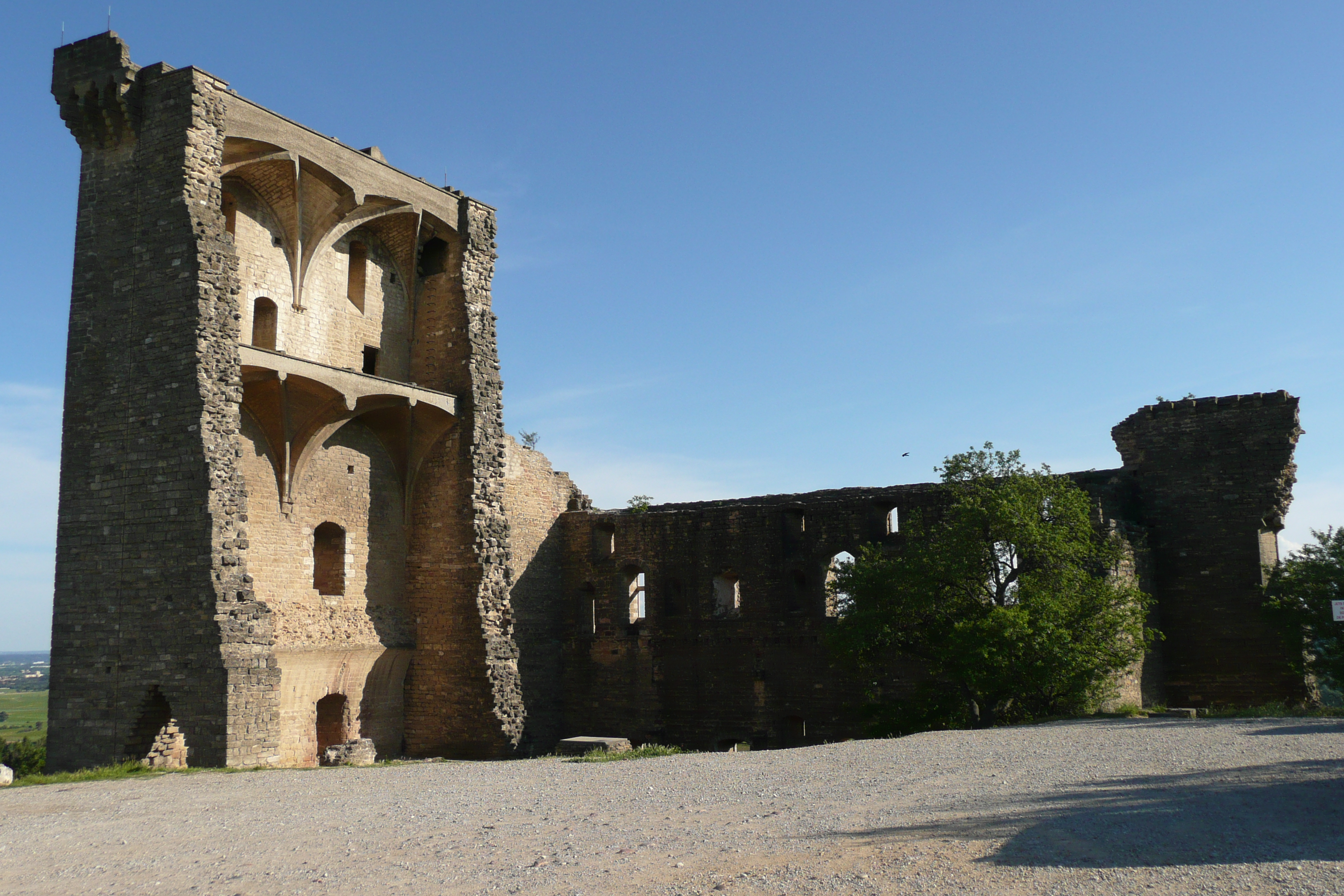
Les ruines actuelles du château

En 1858 le rez-de-chaussée du donjon fut loué pour stocker du matériel à la condition « de laisser visiter l'appartement par tous les étrangers qui souhaitent le voir ». En 1892, la ruine fut rétrocédée à l'État et immédiatement classée monument historique,.
Lors de la Seconde Guerre mondiale, les Allemands s'y installèrent. Le donjon transformé servit de dépôt d'armes et de poste d'observation antiaérien (115 mètres d'altitude). Le débarquement en Provence, provoqua la retraite des forces d'occupation. La garnison du château qui y entreposaient des explosifs et des munitions, les firent sauter avant de partir le 20 août 1944, détruisant toute la partie Nord du château. Seuls une face du donjon, au Sud, et le cellier restèrent intacts,,. La façade Ouest, bien que déjà en ruines, a résisté à l'explosion et montre encore par ses fenêtres la disposition en trois étages du château. Un jeune résistant des Francs-Tireurs Provençaux aurait été tué près du château, en juin 1944, comme l'atteste une plaque commémorative sur place.
En 1960, la municipalité décida d'installer une salle de réception dans le cellier pontifical. Cette grande salle du château a gardé ses proportions d'origine. Deux fois par an, elle sert de cadre de prestige aux conseils de l'Échansonnerie des Papes, confrérie bachique de Châteauneuf-du-Pape qui y intronise de nouveaux membres. Au cours de ces soirées, les impétrants reçoivent symboliquement une clé de la cave du pape,.
Outre les soirées d'intronisation, un certain nombre des festivités sont liées au château, comme La Tauléjade, qui présente les nouveaux millésimes aux professionnels, la Fête de la Saint-Marc, qui permet de déguster les trois derniers millésimes en rouge et en blanc, la Fête de la véraison, grand fête historique des vins de Châteauneuf, et le Ban des vendanges qui marque le début de la récolte.

## Bâtiment
Le château de trois étages comprenait un important corps de logis flanqué de quatre tours. Le rez-de-chaussée était composé de trois grandes salles, dont une salle basse ou cellier pontifical. Le premier étage, réservé à la vie officielle, avait également une grande salle, la salle d'apparat, où se déroulaient toutes les festivités, le deuxième étage accueillait les appartements privés du pape.

### Architecture

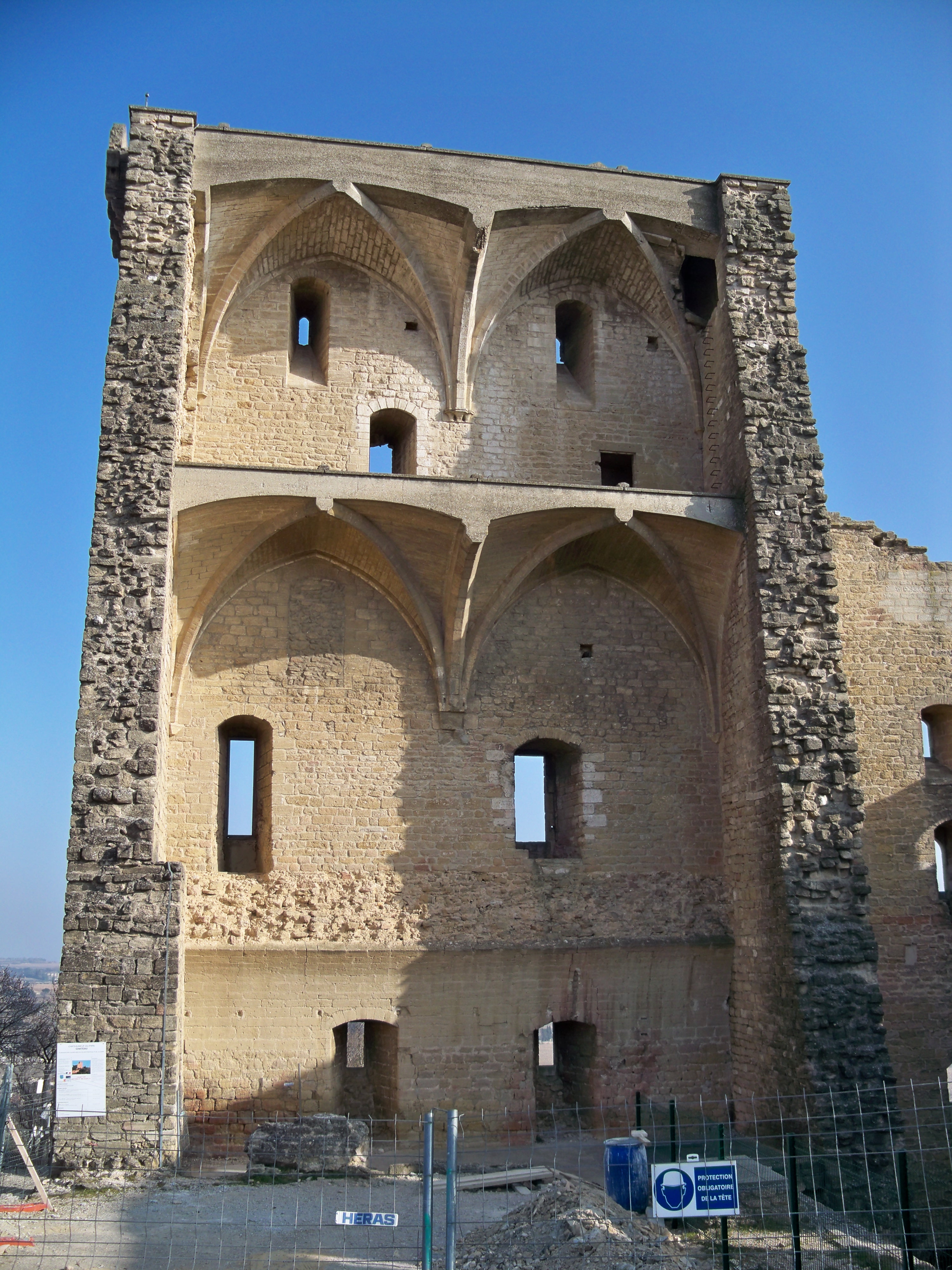
Croisées d'ogive du donjon

Les dates de construction du château correspondent à la période où apparaît un style gothique rhodanien, résultat d'une première synthèse entre l'art gothique du nord de la France et l'art roman traditionnel en Provence et en Languedoc. Celle-ci se fit entre 1319 et 1326. Très certainement arrivée sur la rive gauche du Rhône par l'intermédiaire des lapidaires venus du Languedoc oriental, cette technique est marquée par leur tempérament méridional, tout en utilisant la formule d'une simple nef couverte de voûte sur croisées d'ogive.  
Le nouvel art gothique entra dans Avignon quand Jean XXII fit rajouter, en 1316 et 1317, deux chapelles à Notre-Dame-des-Doms puis lors de la réfection de l'église Saint-Agricol en 1321. Ce style perdura car le pape fut séduit par « l'art des terres royalistes » où la lumière entrait dans l'édifice, même si, au début, furent conservés le plan basilical et les lourds piliers rectangulaires.  
Mais comme l'a analysé Alain Girard, « l'unité de volume, le dépouillement et la muralité furent le propre de la vallée du Rhône ». Petit à petit, le fût des colonnes devint lisse, leur chapiteaux furent simplifiés et les nervures des arcs épandées[Quoi ?] pour créer des arêtes. Enfin, l'étroitesse des baies s'imposa pour se protéger du mistral et de la luminosité excessive.

### Maîtres d'œuvre
Au début des travaux, Hugues de Patras assuma la direction du chantier et fut chargé de répartir les salaires des ouvriers. Il laissa la maîtrise du chantier, en 1319, à Raymond d'Ébrard qui portait le titre de domicellus domini pape (écuyer du pape), tout en continuant sa charge de recruteur et payeur de main-d'œuvre. Son maître charpentier, Raymond Mézières, fait descendre deux trains entiers de bois flotté sur le Rhône par les radeliers de Seyssel.
En juillet 1322, l'un et l'autre furent remplacés par Guillaume Coste. Il allait être en charge pendant un an, le temps de l'achèvement du gros œuvre. Il restait la mise en place de la charpente du château. Ce chantier, qui débuta en 1333, fut dirigé par Pierre Gautier, charpentier d'Avignon, qui partit en mission en Ligurie pour s'y fournir en bois de construction.

### Carrelages

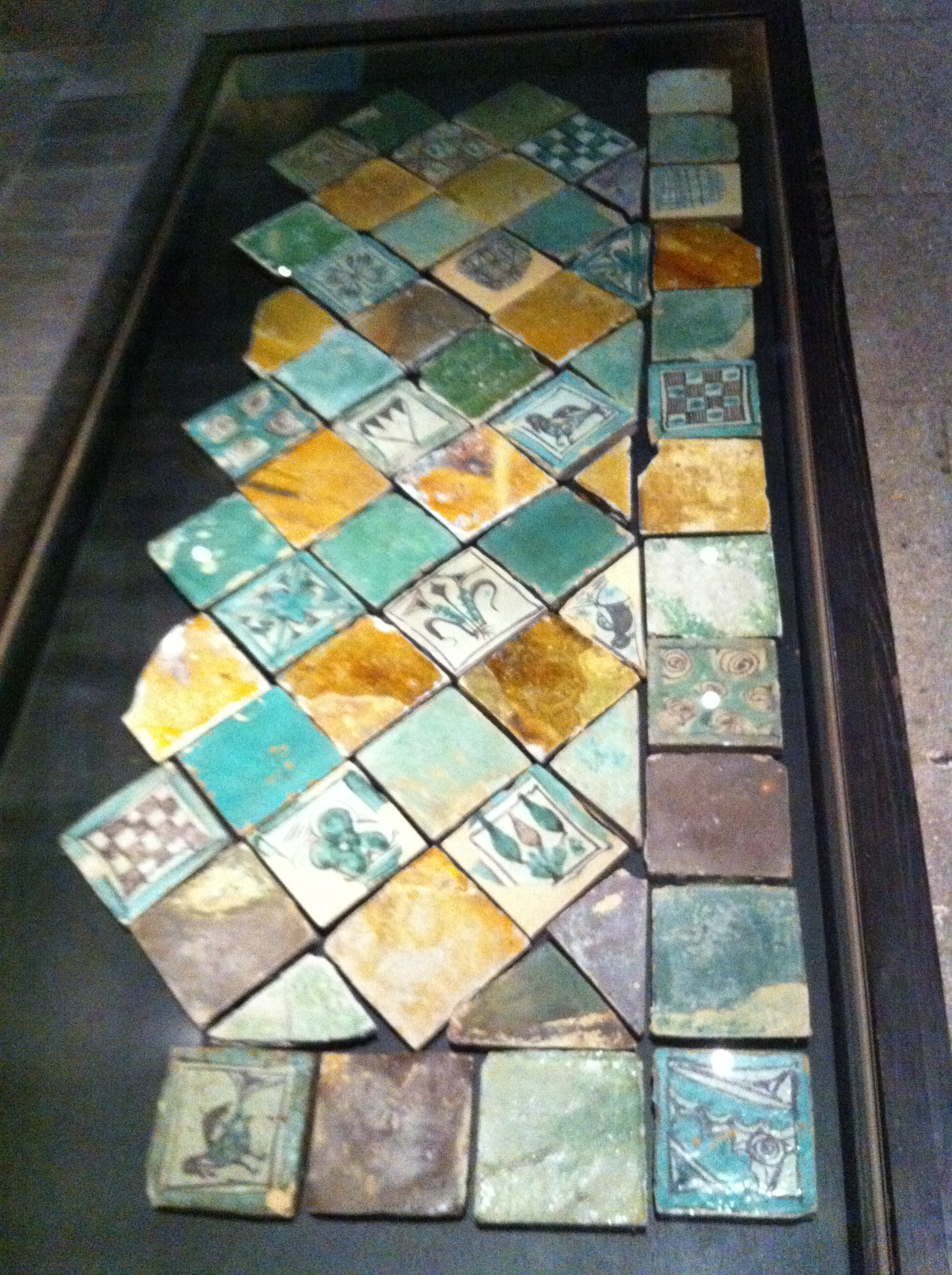
Châteauneuf et Avignon : carreaux du temps des papes

En 1960, au cours d'une campagne de fouilles dans le cellier pontifical de Châteauneuf-du-Pape, Sylvain Gagnière, exhumait près d'un millier de carreaux en terre cuite réfractaire vernissée du sol primitif. Beaucoup étaient monochromes, verts ou jaunes, parfois brun foncé.  En 1963, le même dégageait, au palais des papes d’Avignon, un sol du XIVe siècle encore in situ, dans la Chambre du Pape de Benoît XII édifié entre 1334 et 1342, et ses fouilles permirent de récupérer une importante collection de carreaux en faïence éparpillés. Leur parenté avec ceux de Châteauneuf était patente. 

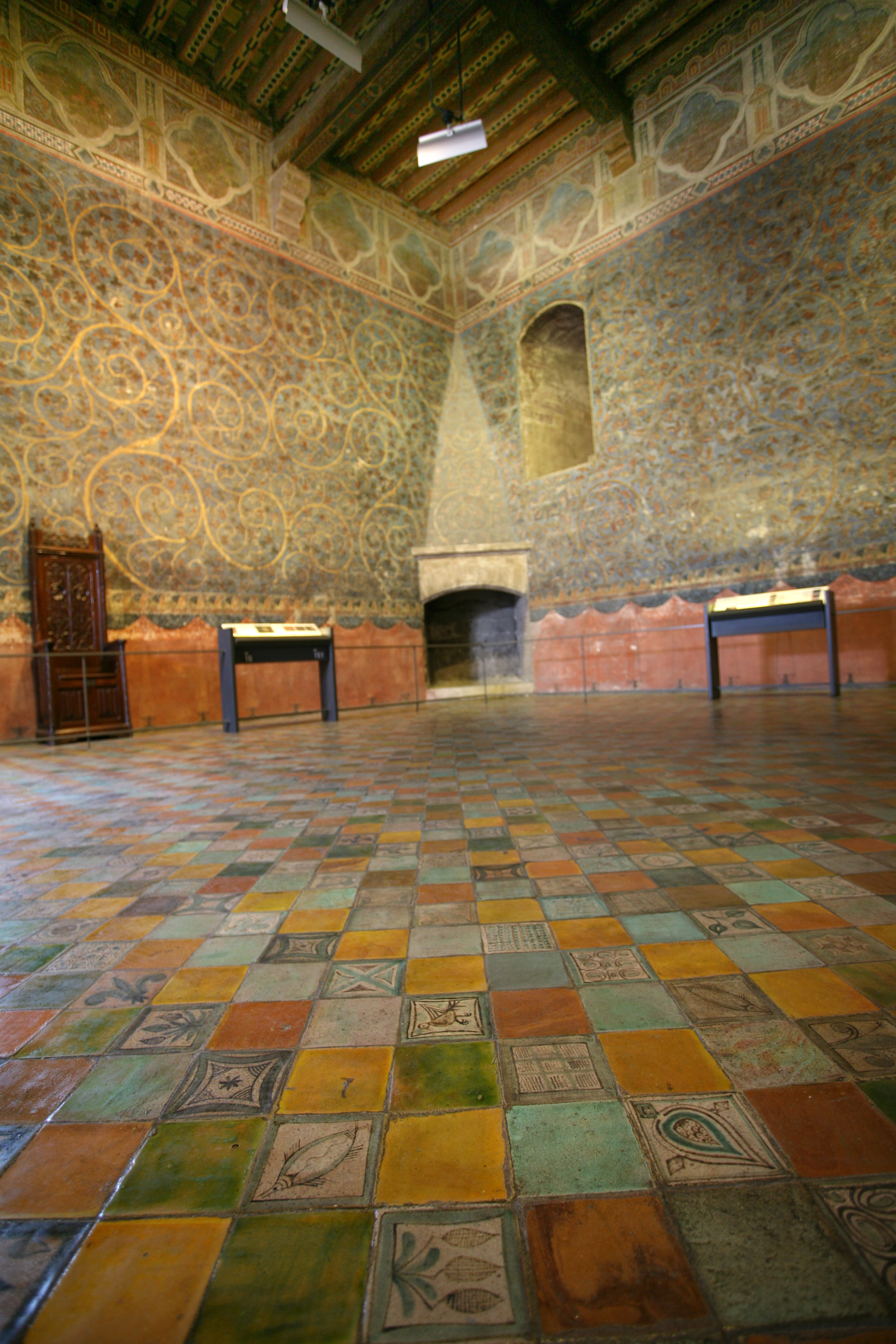
Chambre du Pape

Ces carrelages provenaient des ateliers de l'Uzège. Ceux-ci sont mentionnés dans les registres Introitus et exitus entre 1317 et 1319 pour 50 000 unités, puis en 1336 pour 34 300. La première commande arriva de Saint-Quentin-la-Poterie. De plus, la Révérende chambre apostolique — le ministère des finances du pape — paya 6 000 tuiles  à  paver, le 3 novembre 1317, à Pierre Biscarel, tuilier de Châteauneuf-du-Pape.  Un  autre lot de 16 800 malo albis (carreaux blancs)  fut aussi fourni  par d'autres tuiliers de Châteauneuf.
Le décor mêle des motifs végétaux, géométriques et animaliers. Les fonds sont le plus souvent vert et brun (vert de cuivre et brun de manganèse). Cette base est complétée parfois par du jaune d'antimoine ou de fer.
Dominique Carru a noté : « Sur certains de ces carreaux, un motif en croix occupe tout l'espace et n'est pas limité par une bordure. Ce décor géométrique ouvert laisse penser que ces carreaux étaient accolés en tapis. Ils ont été utilisés à Châteauneuf-du-Pape, en motif fermé et sans fleurons d'entrecroisement, en association avec des séries monochromes ».
Au printemps 1994, à Châteauneuf-du-Pape, une seconde campagne de fouilles a été réalisée le long de la façade Sud du château. Le site, situé en contrebas de l'aile résidentielle, jouxtait celui des fouilles de 1960. Il fut recueilli une cinquantaine de carreaux qui ont été retrouvés dans les remblais modernes.
Les conditions de démolition du château ont incité les responsables des fouilles à mener une enquête auprès de la population, afin de recenser les carreaux dispersés dans les collections particulières. Les ruines avaient livré aux démolisseurs, des XIXe et XXe siècles, d'innombrables carreaux, dont le dessin, les couleurs et la variété avaient séduit les habitants de Châteauneuf. Cela a permis de retrouver une centaine de nouvelles pièces historiées qui ont pu être répertoriées. Elles complètent l'iconographie déjà établie et elles précisent le caractère homogène des pavements du pontificat de Jean XXII.

## Vignoble pontifical

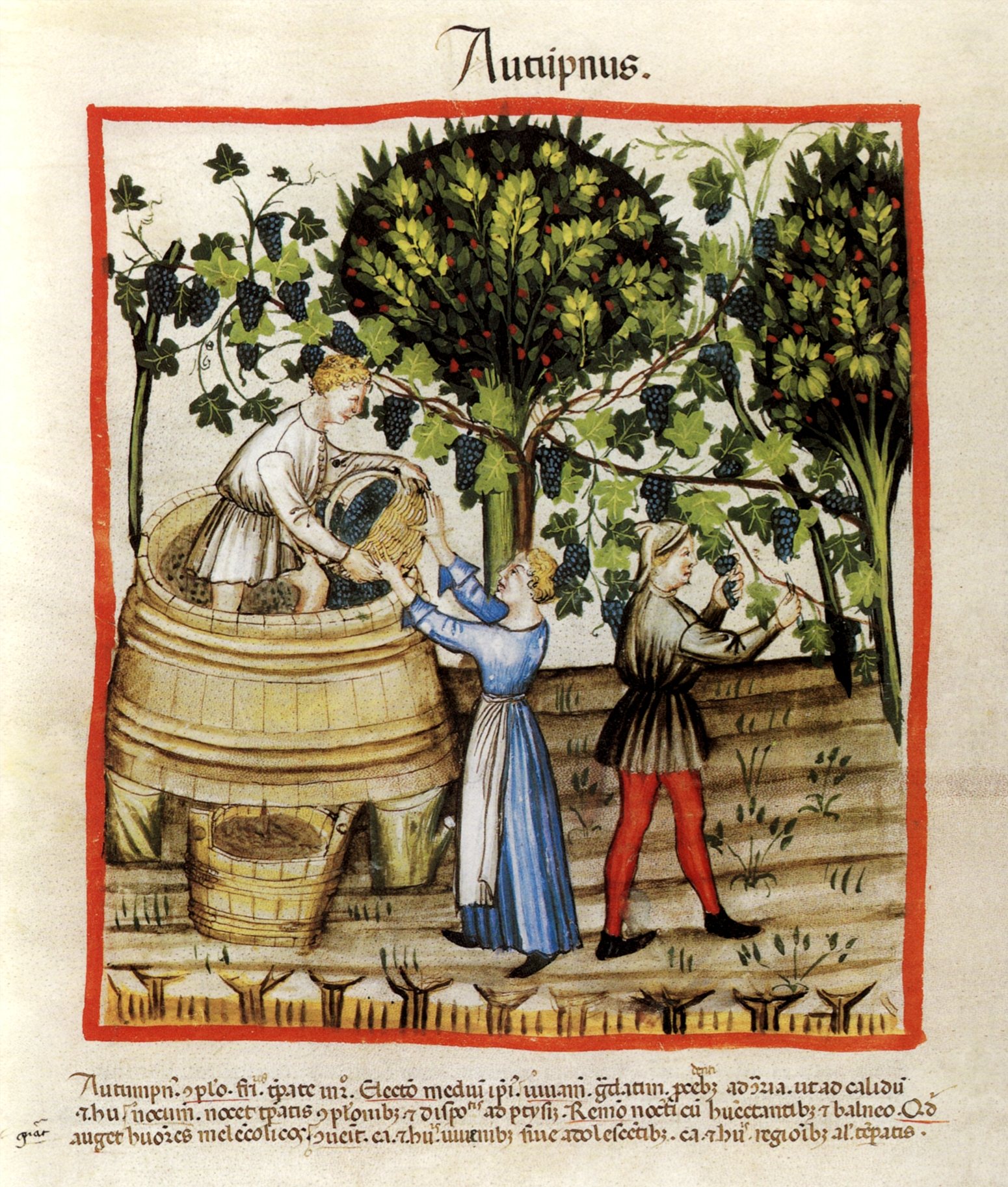
Vendanges sur hautain au XIVe siècle.

Jean XXII avait amené avec lui des vignerons de Cahors. Ceux-ci mirent en culture les cépages qui permirent le développement du vignoble de Châteauneuf-du-Pape. Les premières années, il ne fournit que quatre puis six tonneaux par an de vin papalin. Dès 1325 la production atteignit douze tonneaux. Trois ans plus tard, Jean XXII pouvait partager sa récolte avec son neveu Jacques de Via, le cardinal-évêque d'Avignon. Les spécialistes ont calculé que le vignoble pontifical devait couvrir alors huit hectares. Il s'étendra dans l'enclos jusqu'à couvrir une dizaine d'hectares. 
Le vignoble pontifical n'était pas le seul à produire. Un censier du XIVe siècle en atteste, celui de 1334, le plus ancien de ce terroir. Il a permis d'apprendre que le vignoble couvrait alors au moins 285 hectares.
Ce fut sous le pontificat de Clément VI, en 1344, que le  premier terroir connu de Châteauneuf-du-Pape fut répertorié. Il était dit Vieille Vigne (de nos jours Bois de la Vieille). Innocent VI apprécia fort le Châteauneuf autant blanc que rouge comme en témoignent les comptes de la Révérende Chambre Apostolique, au cours de son pontificat. Urbain V donna une nouvelle impulsion au vignoble de Châteauneuf en ordonnant qu’y fut planté du raisin muscat.
Clément VII avait une particulière affection pour ce cru au point qu’en 1390, il condamna un vigneron châteauneuvois qui n'était pas en état de lui fournir vingt-deux saumées de vin muscat à lui procurer, aux prochaines vendanges, le double en vin clairet. Durant tout son pontificat, il fut en butte à Raymond de Turenne, neveu de Grégoire XI et fils de Guillaume III Roger de Beaufort, qui le menaça même d’un siège dans sa résidence de Châteauneuf.
Le retour de la papauté à Rome n'empêcha point les pontifes de continuer à apprécier les vins de leur ancienne résidence. César de Nostredame, dans son Histoire de Provence, indiquait, qu'en 1562, sous le pontificat de Pie IV, « Châteauneuf, qu'on dit communément du Pape, lieu qui produit des vins excellents dont plusieurs vaisseaux vont à Rome ».

## Échansonnerie des papes
L'Échansonnerie des papes, confrérie vineuse de Châteauneuf-du-Pape, a été fondée, en 1968, par le docteur Philippe Dufays qui en fut le premier grand maître. Pendant des années Paul Coulon lui succéda à cette charge, c'est actuellement Frédéric Coulon, son fils, qui assume la relève. Son but est de renouer avec les grandes heures du passé pontifical de l'appellation et de les maintenir vivaces.
Tout le cérémonial s'inspire de l'histoire de la cour pontificale avignonnaise. Ce qui explique que la confrérie est constituée de trois groupes. Les grands échansons dignitaires, qui sont les membres fondateurs ou associés, les camériers et grands camériers qui soutiennent l'association, enfin les échansons et grands échansons des papes a camera paramenti. Ce sont les membres d'honneur qui entrent à l'Échansonnerie par intronisation. Ceux-ci sont essentiellement des personnalités du monde de la gastronomie, du sport, du vin, venues de France et d'ailleurs.
Lors de l'intronisation, dignitaires ou camériers présentent le postulant à leurs pairs. Ce discours en rappelle les mérites réels ou supposés, en des termes où se mêlent louanges, anecdotes et parfois aussi humour. La cérémonie a lieu dans le cellier du château de Châteauneuf-du-Pape et se clôture par un grand repas aux chandelles de style tout médiéval. Chaque année, au mois de décembre, une soirée exceptionnelle est organisée dans la salle du grand Tinel du palais des papes d'Avignon.

## Enclos des papes

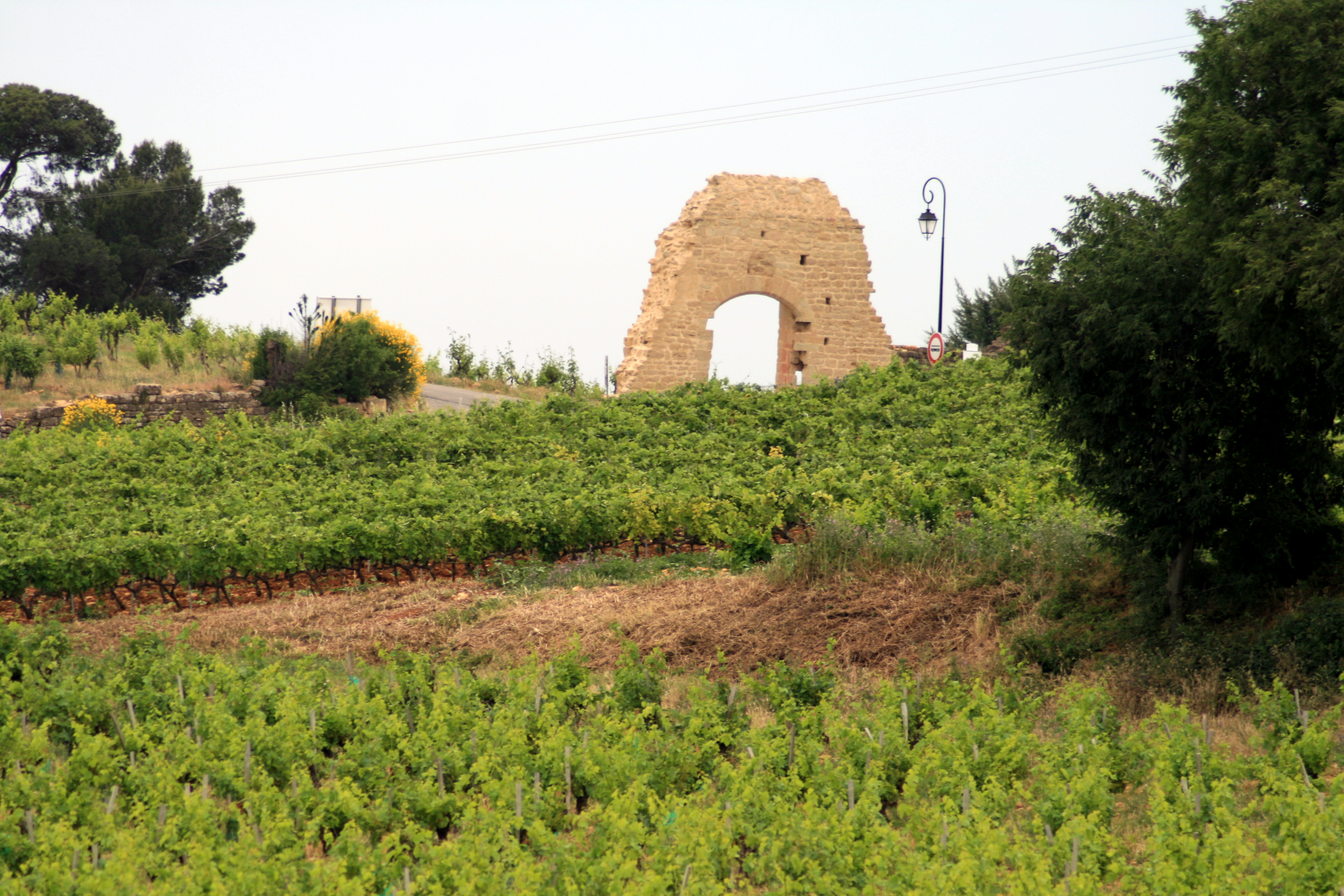
Entrée de l'enclos des papes

Une pétition du début du XIXe siècle nous apprend l'utilisation de l'enclos alors appelé parc « Le parc de l'évêque, contenant vingt salmées, mesure du pays, dont partie en vignes, partie en oliviers, et le reste en bois, était entouré de murailles bien bâties, que le temps et la révolution n'ont pu détruire entièrement. Le vin et l'huile que l'on y recueille sont d'une qualité supérieure aux denrées de ces deux espèces que produit le terroir de Châteauneuf, quoique ces denrées soient d'ailleurs très-renommées. A l'une des extrémités du parc, à un endroit très élevé, on voit les débris et les restes d'un grand et beau château qui domine tout le bourg et toute la campagne des environs ».

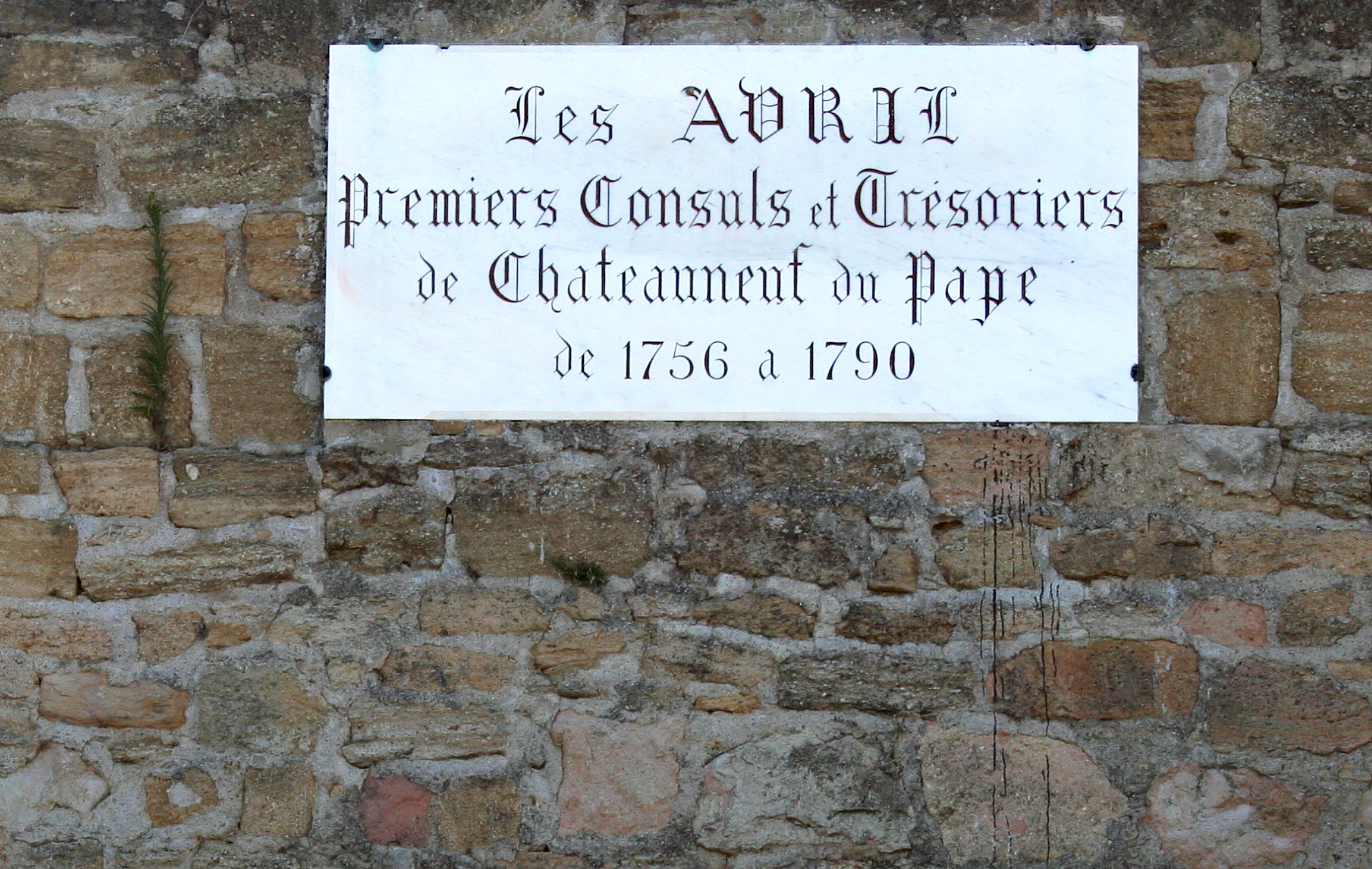
Plaque à l'entrée du Clos des Papes

Or on sait que la résidence d'été de Jean XXII était entourée de 25 hectares d’oliviers et de vignes et que son enclos s'étendait sur 9,2 hectares. Il est toujours cultivé en vignes. Une partie de ce vignoble appartient depuis des générations à la famille Avril, présente à Châteauneuf depuis au moins le XVIIIe siècle, comme l'indique une plaque  à l'entrée du domaine. Ce domaine baptisé Clos des Papes s'étend aussi hors de l'enclos sur 25 parcelles différentes du terroir de Châteauneuf-du-Pape,. Le vignoble couvre 32 hectares dont une importante parcelle située dans la Nord/Est de l'enclos pontifical. 

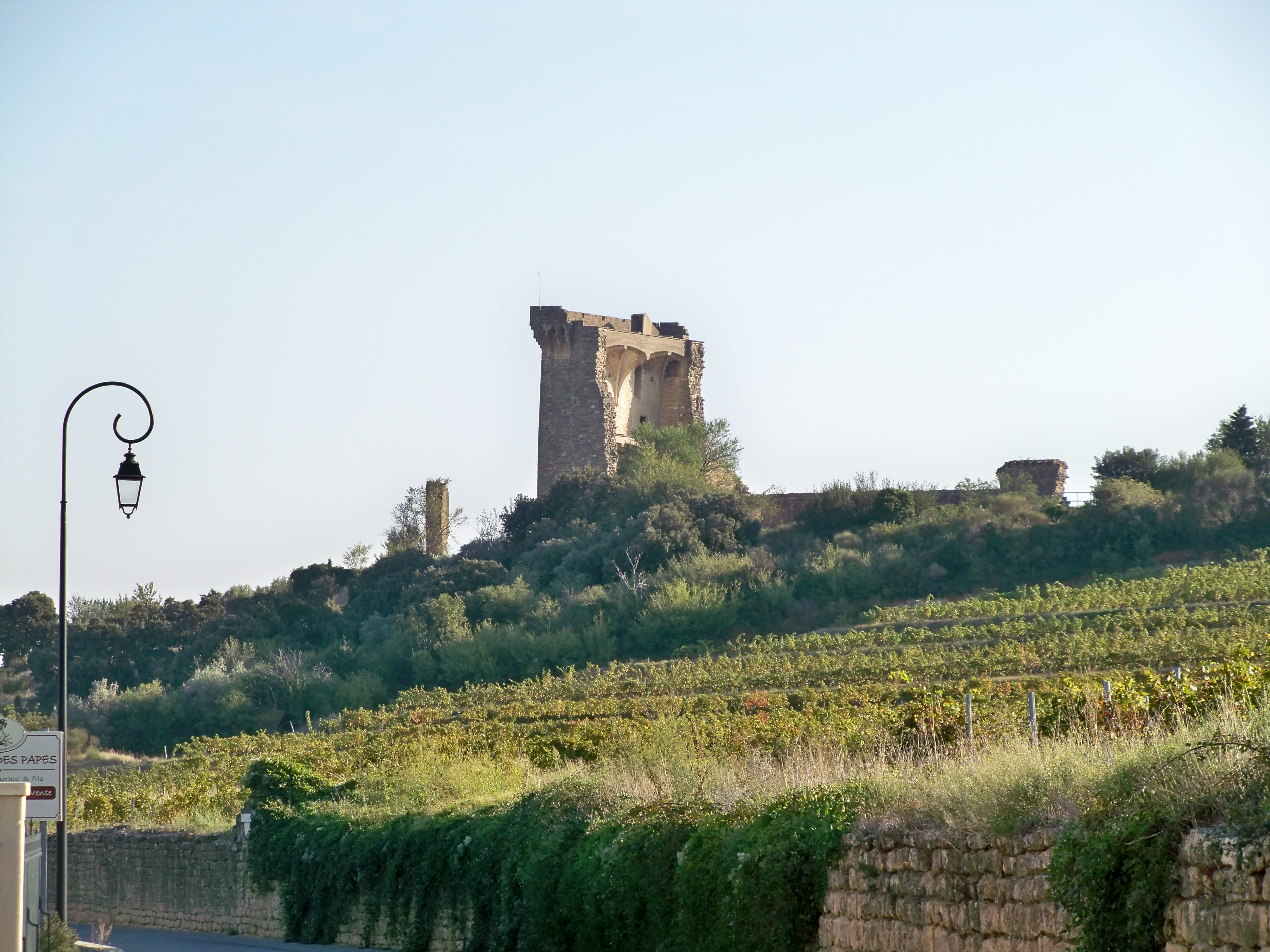
L'enclos des papes

Paul Avril, qui fut président du conseil permanent de l'INAO de 2000 à 2002, et son fils Paul-Vincent, ont eu la satisfaction de voir leur vin, clos des papes 2005, classé « meilleur vin rouge du monde » par la revue américaine Wine Spectator.
Jean-Robert Pitte, membre de l’Académie des sciences morales et politiques et président de l'Académie du vin de France a pu écrire : « Chacun s'est réjoui pour la famille Avril lorsque le jury de la revue américaine Wine spectator a classé premier vin du monde son Clos des Papes 2005. On a invoqué la variété des terroirs, rappelé les conditions climatiques idéales du millésime, loué le talent d'une famille qui élabore du vin depuis au moins quatre cents ans. Néanmoins, parmi les 50 premiers classés se retrouvent quatre châteauneuf-du-papes et un vacqueyras élaborés à Châteauneuf-du-Pape, ce qui ne manque pas de surprendre, ».
Depuis, le Clos des Papes 2010 est arrivé quatrième dans le top 100 des meilleurs vins du monde en 2012,.